# 安吉文庙

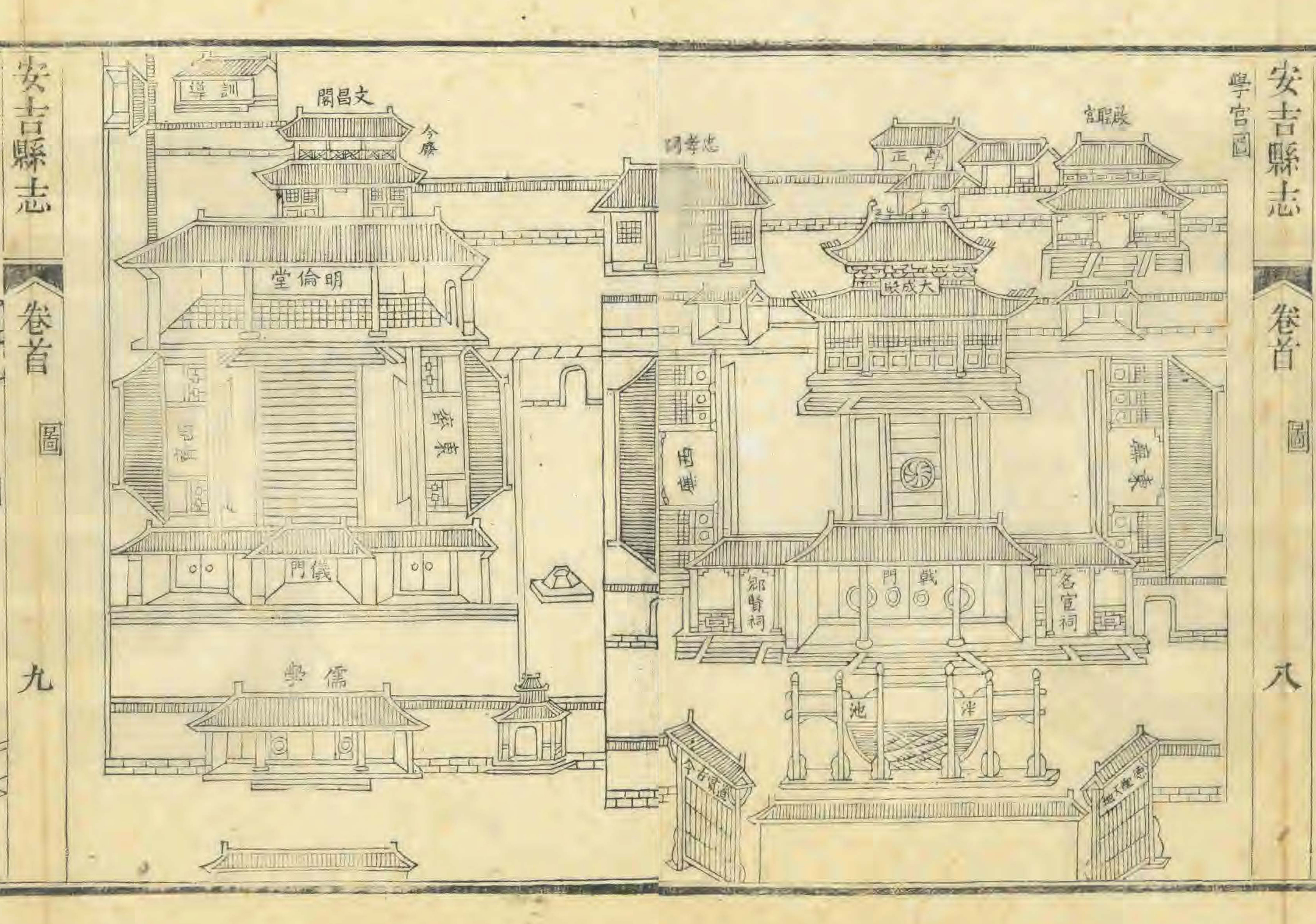
清同治十三年（1874）《安吉县志》学宫图。

安吉文庙为旧时中国浙江湖州府安吉县学/州学文庙，原位于县城内中部、县署/州署西侧（今中国浙江省湖州市安吉县递铺街道安城村内），原建筑已不存（毁于抗战时期），其址今为安城中学。
安吉文庙始建年代不详，原在城东百步许柏家园，南宋建炎时圮，绍兴年间重建，元至正时又圮，明洪武二年（1369）知县王津迁至县署西今址，后世陆续重修。
据清同治十三年（1874）版《安吉县志》记载及附图，清末安吉文庙布局为左庙右学，东路孔庙依次为万仞宫墙、棂星门三间（前东西各建有牌坊一座，东题德配天地，西题道冠古今）、泮池泮桥、戟门三间（其东为名宦祠、西为乡贤祠）和大成殿三间（前有东西庑），西路儒学依次为照墙、儒学门三间、仪门三间和明伦堂三间（前有东西斋），大成殿东北为崇圣祠，西北为忠孝祠。教谕署（学正署）和训导署分别在大成殿和明伦堂后。